# Bucz Hunor
Bucz Hunor (Budapest, 1942. június 13. – 2022. március 3.) Jászai Mari-díjas színházi rendező, tanár, színházigazgató.

## Életpályája
Szülei: Bucz József és Ludmány Sára. 1957–1963 között a debreceni József Attila Irodalmi Színpad tagja volt. 1958–1960 között a Tóth Árpád Gimnáziumban az Önképző kör elnöke. 1960–1965 között a Kossuth Lajos Tudományegyetem Bölcsészettudományi Karának magyar-történelem szakos hallgatója.
1963–1964 között a Kossuth Lajos Tudományegyetem Egyetemi Színpad rendezője. 1965–1968 között a tiszaföldvári Hajnóczy József Irodalmi Színpad rendezője. 1965–1969 között a tiszaföldvári Hajnóczy József Gimnázium tanára.
1969-ben megalapította a Térszínházat, melynek 1969–1987 között rendezője, 1987-től igazgató-rendezője volt. 1969–1971 között a budapesti József Attila Művelődési Központban, 1971–1973 között a Csepel Művek Munkásotthonában népművelő.
1973–1976 között a Pest Megyei Gyermek- és Ifjúságvédő Intézetben kriminálpedagógus. 1975–1978 között a Színház- és Filmművészeti Főiskola színházelmélet szakán tanult. 1976–1978 között a Budapesti Komplex Szakképzési Centrum Kaesz Gyula Faipari Technikum és Szakképző Iskola oktatója. 1978–1997 között a Magyar Művelődési Intézet főmunkatársa.
2011-től szépirodalmat is publikált. 2021-től a Magyar Művészeti Akadémia Színházi Tagozatának levelező tagja.

## Magánélete
1983-ban házasságot kötött Kocsis Lizával. Egy fiuk született: Bucz Magor Soma (1994).

## A Trianoni Szemle folyóiratban megjelent publikációi, versei
- A béke első napja – Szophoklész: Antigoné. Trianoni Szemle VI. évfolyam, 2014/ 3-4. szám. 2014. július–december. 114. o. Bp., Trianon Kutatóintézet
- Szélcsatornában, Átváltozás, Háttal a tengernek, versek; Trianoni Szemle VI. évfolyam, 2014/ 3-4. szám. 2014. július – december. 117. o. Bp., Trianon Kutatóintézet
- Nagyanyám és a háború."; Trianoni Szemle VII. évfolyam, 2015, Évkönyv 233. o. Bp., Trianon Kutatóintézet

## Színházi munkái
A Színházi Adattárban regisztrált bemutatóinak száma: szerzőként: 2; színészként: 1; rendezőként: 34.

### Szerzőként
- Mária-Siralom (1991)
- Levél a föld alól – In memoriam Hervay Gizella (2009)

### Színészként
- Németh László: Az utazás....Múzeumigazgató

### Rendezőként
| - Euripidész: Hekabé (1978) - Weöres Sándor: A holdbeli csónakos (1987) - Bucz Hunor: Mária-Siralom (1991) - Vörösmarty Mihály: Csongor és Tünde (1993) - Molière: Tartuffe (1994) - Carroll: Alíz Csodaországban (1996) - Szophoklész: Antigoné (1996) - Heltai-Pete: Állati mesék (1997) - Csokonai Vitéz Mihály: Az özvegy Karnyóné s a két szeleburdiak (1998) - Beckett: Godot-ra várva (1998) - Racine: Phaedra (1999) - Vörösmarty Mihály: A bujdosók (2000) - Sarkadi Imre: Oszlopos Simeon (2001) - Páskándi Géza: A vigéc (2002) - Czakó Gábor: Disznójáték (2003) | - Szophoklész: Oedipus király (2004) - Oláh János: Európai vőlegény (2005) - Hegedűs László: Rongylabda (2005) - Bornemisza Péter: Magyar Elektra (2006) - Mrozek: Vatzlav (2007) - Benkő Attila: Téli esték (2008) - Ionesco: A kopasz énekesnő (2008) - Bucz Hunor: Levél a föld alól - In memoriam Hervay Gizella (2009) - Szegedi-Szabó Béla: Belgrád közel van (2011) - Hajnal Géza: Ördögárok (2012) - Pete László: Az állat is ember (2012) - Csurka István: Írószövetségek harca (2013) - Határ Győző: A ravatal (2014) |

## Kötetei
- Bucz Hunor–Havas Gábor: Egy felmérés tapasztalatai. Színjátszócsoportok; Népművelési Intézet, Bp., 1979
- Bucz Hunor–Havas Gábor: Helyzetkép az amatőr színjátszó mozgalomról; Művelődéskutató Intézet, Bp., 1981
- Pattogzik a szó zománca; Unicus Műhely, Bp., 2013
- Szélcsatornában; Unicus, Bp., 2015
- Nagyanyám és a háború; Unicus, Bp., 2017

## Díjai, elismerései
- a budapesti nemzetközi fesztivál fődíja (1977)
- a kazincbarcikai nemzetközi fesztivál legjobb kollektív díja (1982)
- Radnóti-díj (1987)
- Kígyós Sándor-díj (1990)
- Kós Károly Országépítő Alapítvány pályázati díj (1996)
- III. ker. Polgármesteri Hivatal díszoklevele Weöres Sándor: A holdbeli csónakos című darabja bemutatójának 10 éves jubileuma alkalmából (1997)
- Népművelésért díj (2000)
- Magyar Művészetért díj (2003)
- Jászai Mari-díj (2019)[3]